# Kazimierz Firla

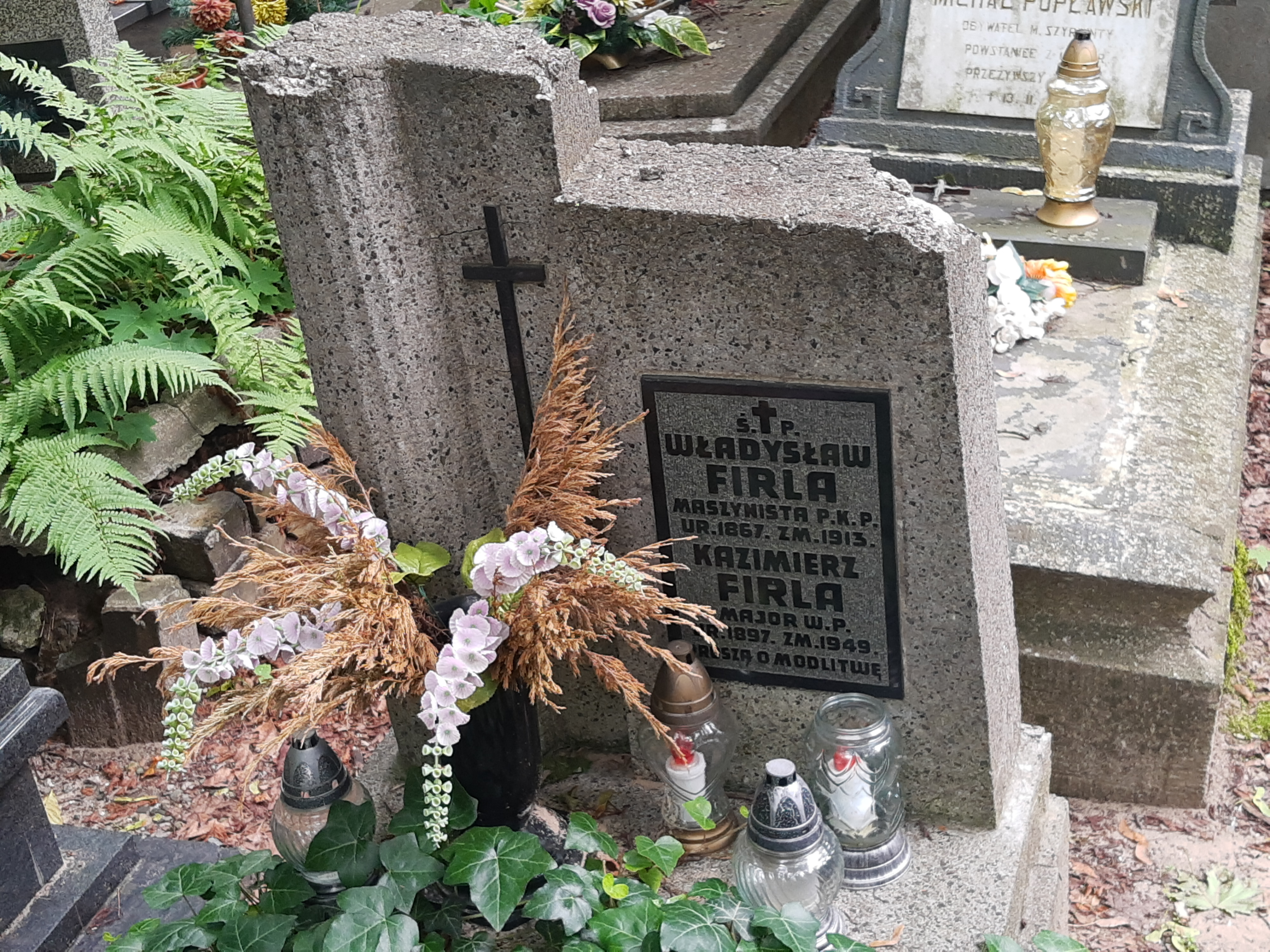
Grób mjra Kazimierza Firli na Cmentarzu Podgórskim

Kazimierz Józef Firla (ur. 28 lutego 1897 w Suchej, zm. 22 marca 1949) – major artylerii Wojska Polskiego.

## Życiorys
Urodził się 28 lutego 1897 w Suchej, w rodzinie Władysława. W 1915 w Krakowie ukończył gimnazjum i zdał maturę. W latach 1915–1918 służył jako szeregowiec w c. i k. Pułku Piechoty Nr 90, lecz czynnego udziału w walkach nie wziął.
1 listopada 1918 wstąpił jako ochotnik do I Batalionu Akademickiego w Krakowie. Został awansowany na stopień porucznika w korpusie oficerów administracyjnych dział gospodarczy ze starszeństwem z dniem z 1 czerwca 1919. W 1923, 1924 był żołnierzem Okręgowego Zakładu Gospodarczego V, w tym w 1923 jako oficer nadetatowy był przydzielony do i pełnił stanowisko oficera kasowego w Komisji Gospodarczej 6 pułku artylerii polowej w Krakowie. Po przeniesieniu do korpusu artylerii został awansowany na stopień kapitana ze starszeństwem z dniem 1 stycznia 1928. Na przełomie lat 20./30. pozostawał oficerem krakowskiego 6 pułku artylerii polowej, przemianowanego w 1932 na 6 pułk artylerii lekkiej. Na stopień majora został mianowany ze starszeństwem z dniem 1 stycznia 1936 i 42. lokatą w korpusie oficerów artylerii. W marcu 1939 pełnił służbę w 1 pułku artylerii najcięższej w Górze Kalwarii na stanowisku dowódcy I dywizjonu. W czasie kampanii wrześniowej był dowódcą 11 dywizjonu artylerii najcięższej.
Był żonaty, zmarł 22 marca 1949 i dzień później został pochowany na Cmentarzu Podgórskim w Krakowie (kwatera VII-4-29).

## Ordery i odznaczenia
- Srebrny Krzyż Zasługi – 19 marca 1931 „za zasługi na polu wyszkolenia wojska”[15]
- Medal Pamiątkowy za Wojnę 1918–1921[1]
- Medal Dziesięciolecia Odzyskanej Niepodległości[1]
- Srebrny Medal za Długoletnią Służbę[1]
- Brązowy Medal za Długoletnią Służbę[1]
- Złota „Odznaka za Sprawność PZN” – 1937[16]